# Diploprion drachi
Diploprion drachi är en fiskart som beskrevs av Roux-estève, 1955. Diploprion drachi ingår i släktet Diploprion och familjen havsabborrfiskar. Inga underarter finns listade i Catalogue of Life.